# Tancon
Tancon ist eine französische Gemeinde mit 556 Einwohnern (Stand: 1. Januar 2022) im Département Saône-et-Loire in der Region Bourgogne-Franche-Comté. Sie gehört zum Arrondissement Charolles und zum Gemeindeverband Communauté de communes Brionnais Sud Bourgogne.
Die Gemeinde erhielt 2022 die Auszeichnung „Zwei Blumen“, die vom Conseil national des villes et villages fleuris (CNVVF) im Rahmen des jährlichen Wettbewerbs der blumengeschmückten Städte und Dörfer verliehen wird.

## Geografie
Tancon liegt an der Grenze zum benachbarten Département Loire etwa 50 Kilometer westsüdwestlich von Mâcon in den Hügellandschaften von Brionnais und Charolais. Das Gemeindegebiet wird vom Fluss Botoret durchquert. Nachbargemeinden von Tancon sind Châteauneuf und Saint-Maurice-lès-Châteauneuf im Norden, Chassigny-sous-Dun im Nordosten, Chauffailles im Osten, Saint-Igny-de-Roche im Osten und Südosten, Coublanc im Süden, Maizilly (Département Loire) im Südwesten sowie Saint-Martin-de-Lixy im Westen.

## Bevölkerungsentwicklung
| Jahr                      | 1962 | 1968 | 1975 | 1982 | 1990 | 1999 | 2006 | 2011 | 2016 |
| Einwohner                 | 647  | 629  | 580  | 632  | 567  | 558  | 584  | 576  | 548  |
| Quelle: Cassini und INSEE |      |      |      |      |      |      |      |      |      |

## Sehenswürdigkeiten
- Kirche Saint-Étienne, Neubau aus dem 19. Jahrhundert

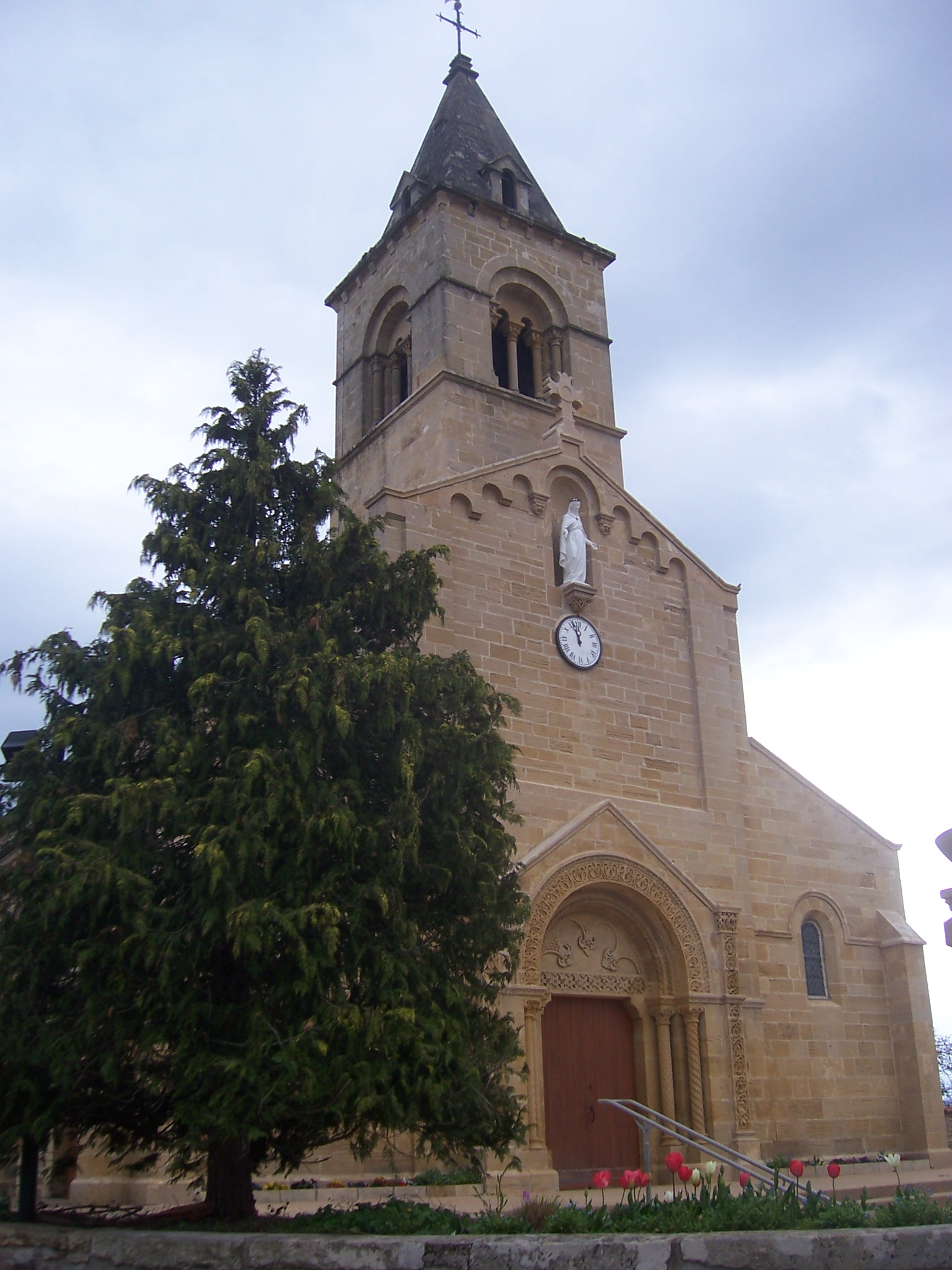
Kirche Saint-Étienne

- Ruine des Festen Haus Verpré

## Belege
1. ↑  TANCON. Conseil national des villes et villages fleuris, abgerufen am 7. August 2023 (französisch).
2. ↑  Tancon auf cassini.ehess.fr
3. ↑  Tancon auf insee.fr